# Otitis
La otitis es la inflamación del oído o sus tejidos y/o sus partes adyacentes. Según su localización anatómica se clasifican en otitis externa y otitis media. La otitis externa se relaciona habitualmente con antecedente de actividades acuáticas. La otitis media suele ser más común en etapas del crecimiento de los niños. La especialidad de la medicina que trata este tipo de patología es la otorrinolaringología.

## Tipos y complicaciones
La otitis externa es la inflamación del conducto auditivo externo (CAE), debida generalmente a una causa infecciosa. La otitis externa de origen bacteriano se divide en cuatro tipos:
- Otitis externa aguda circunscrita.
- Otitis externa aguda difusa.
- Otitis externa crónica.
- Otitis externa invasiva o maligna.

La otitis media aguda se divide de forma práctica en:
- Otitis media aguda no supurada.
- Otitis media aguda supurada.

Ambas son distintas fases de la misma enfermedad.
La otitis media crónica se divide de forma práctica en:
- Otitis media crónica simple.
- Otitis media crónica colesteatomatosa.[4]

La mala evolución de una otitis media puede producir progresión de la inflamación/infección hacia otros cuadros clínicos severos: Laberintitis, mastoiditis, parálisis facial, absceso cerebral y/o meningitis.

## Tratamiento
El tratamiento es individualizado por el médico dependiendo de las características del proceso. Incluye gotas óticas con antibióticos y/o antibióticos orales, analgésicos y antiinflamatorios. Las posibles complicaciones hacen necesario consultar con el Médico General u Otorrinolaringólogo antes de iniciar cualquier tratamiento.
En casos de complicaciones severas, puede requerirse actuación quirúrgica por el Especialista en Otorrinolaringología.